# SYN-Flood

Erfolgreicher TCP-Handshake

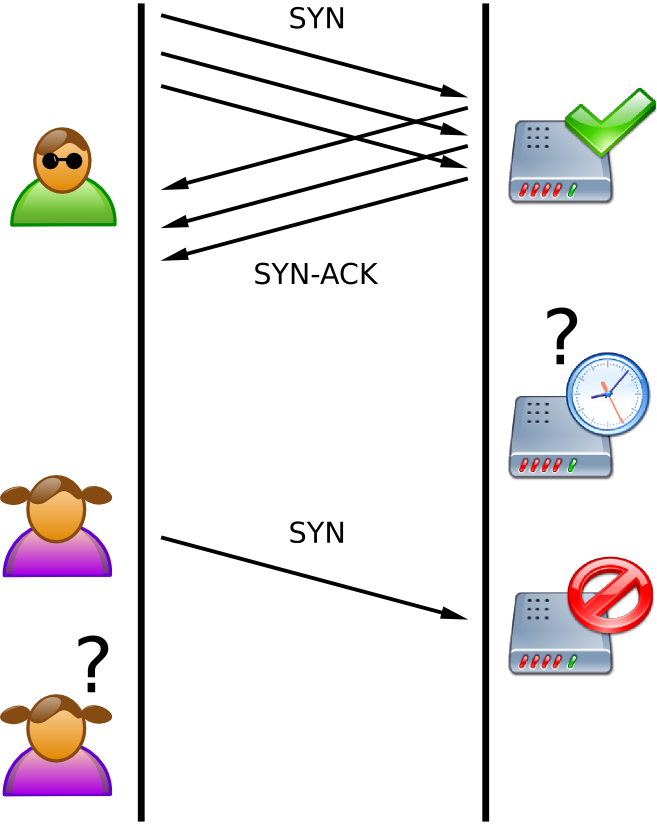
Der Angreifer (grün) sendet viele SYN-, jedoch keine ACK-Pakete. Durch die halboffenen Verbindungen wird der Server so sehr ausgelastet, dass die Anfrage eines normalen Benutzers (lila) nicht bearbeitet werden kann.

Ein SYN-Flood ist eine Form der Denial-of-Service-Attacke (DoS) auf Computersysteme. Der Angriff verwendet den Verbindungsaufbau des TCP-Transportprotokolls, um einzelne Dienste oder ganze Computer aus dem Netzwerk unerreichbar zu machen.

## Funktionsweise
Wenn ein Client eine TCP-Verbindung zu einem Server aufbauen möchte, führen der Client und der Server einen so genannten Threeway-Handshake durch, um die Verbindung einzurichten. Der normale Ablauf, wie in der Abbildung zu sehen, ist dabei folgender:
1. Client an Server: Paket mit Flag SYN, Abgleichen (synchronize).
2. Server an Client: Paket mit Flags SYN, ACK, Abgleichen bestätigt (synchronize acknowledge).
3. Client an Server: Paket mit Flag ACK, Bestätigt (acknowledge); Die Verbindung ist nun hergestellt.

Ein böswilliger Client kann die letzte ACK-Nachricht unterschlagen. Der Server wartet einige Zeit auf ein entsprechendes Paket, da es auch aufgrund von Verzögerungen verspätet eintreffen kann.
Während dieser Zeit werden sowohl die Adresse des Clients als auch der Status der noch halb offenen Verbindung im Speicher des Netzwerkstacks vorrätig gehalten, um die Verbindung später vollständig etablieren zu können. Bei allen Betriebssystemen belegt diese so genannte halb offene Verbindung Ressourcen auf dem Server. Da Ressourcen immer begrenzt sind, ist es durch „Flutung“ des Servers mit SYN-Nachrichten möglich, alle verfügbaren Ressourcen zu blockieren. Sobald dies der Fall ist, können zum Server keine neuen Verbindungen mehr aufgebaut werden, was zur Zugriffsverweigerung (Denial of Service) führt. Die Tatsache, dass SYN-Pakete sehr klein sind und auch ohne großen Rechenaufwand erzeugt werden können, macht diesen Angriff besonders effizient: Der Verteidiger benötigt erheblich mehr Ressourcen zur Abwehr als der Angreifer für den Angriff selbst.

## SYN-Flood-Reflection-Attacke
Eine Variante stellt die SYN-Flood-Reflection-Attacke dar, welche zu den Distributed-Denial-of-Service-Angriffen (DDoS) zählt. Bei diesem Angriff steht nicht die Auslastung eines Servers mit vielen halboffenen TCP-Verbindungen im Vordergrund, sondern es wird eine Vielzahl von Servern mit einer pro Server eher schwachen SYN-Flood vom Angreifer missbraucht, um die so ausgelösten Antworten (SYN-ACK-Pakete) an die vermeintlichen Absender zu schicken. Im Prinzip ist es für diesen Angriff ausreichend, wenn auf vielen Servern jeweils ein oder mehrere TCP-Ports allgemein erreichbar sind, egal welcher Dienst darauf angeboten wird. Da die Anzahl der TCP-SYN-Pakete pro Server meist vom Angreifer bewusst gering gehalten wird, kann unter Umständen die SYN-Flood-Reflection-Attacke an dem als Reflektor missbrauchten Server gar nicht auffallen.
Für den SYN-Flood-Reflection-Angriff muss der Angreifer über Möglichkeiten verfügen, seine Absenderadresse der SYN-Pakete gezielt fälschen zu können, wobei er die Absender-IP-Adressen aus dem eigentlichen, anzugreifenden IP-Bereich wählen muss. Ist die Anzahl der als Reflektoren missbrauchten Server groß genug, kommt es zu einer Konzentration einer großen Anzahl von SYN-ACK-Paketen im attackierten Netzwerk. Das Ziel ist dabei eine allgemeine Netzwerküberlastung zu bewirken.
Der Vorteil der SYN-Flood-Reflection-Attacke für den Angreifer besteht in dem Umstand, dass es zu einem Verstärkungsfaktor kommt. Jeder der vielen einzelnen Server, welche als Reflektor missbraucht werden, antwortet im Regelfall auf ein initiales SYN-Paket nicht nur mit einem einzigen SYN-ACK-Paket, sondern wiederholt diesen Vorgang. Übliche Werte sind fünf bis sieben Wiederholungen, teilweise sind auch höhere Werte erzielbar. Damit kann ein Angreifer im eigentlichen anzugreifenden Zielnetz eine Verstärkung um einen Faktor deutlich über eins erzielen und somit effizienter das attackierte Netzwerk durch Überlastung lahm legen als es mit einem direkten Angriff möglich wäre.

## Betroffene Ressourcen
Zu den Ressourcen, die betroffen sein können, gehört vor allem die Tabelle, in der die TCP-Verbindungen gespeichert werden. Durch sekundäre Effekte kann ferner der Hauptspeicher des Servers betroffen sein. Die sogenannte backlog queue des TCP-Stacks, die im Falle von zu vielen gleichzeitig aktiven Verbindungen als Warteschlange einspringt, benötigt ebenfalls Arbeitsspeicher.

## Gegenmaßnahmen
Mögliche Maßnahmen gegen SYN-Floods auf Serverseite sind:
- Der SYN-Cookies-Mechanismus
- RST-Cookies
- Eine Echtzeitanalyse des Angriffs durch eine intelligente Firewall, welche verdächtige Angriffsmuster automatisch erkennt.
- Proxy Server
- Recyceln der ältesten halb-offenen TCP-Verbindung
- SYN Cache

Gegen Distributed-Denial-of-Service-Angriffe (DDoS) schützen diese Maßnahmen jedoch unter Umständen nicht. Generell müssen effektive Abwehrmethoden auf den übergeordneten Netzwerkebenen wie dem Backbone, wie beispielsweise der Einsatz von Ingress-Filtern, umgesetzt werden.

## Varianten
Manche der oben genannten Gegenmaßnahmen können umgangen werden. Dies geschieht meist durch zufällige Werte im TCP/IP-Header.
Mögliche Methoden:
- Bei jedem Paket jeweils andere Absender-IP-Adresse verwenden (durch IP-Spoofing)
- Unterschiedlich lange Pausen zwischen den einzelnen Paketen
- Zufällige Absenderports
- Zufälliges Hinzufügen anderer TCP-Flags